# Investidura presidencial de Bill Clinton en 1993

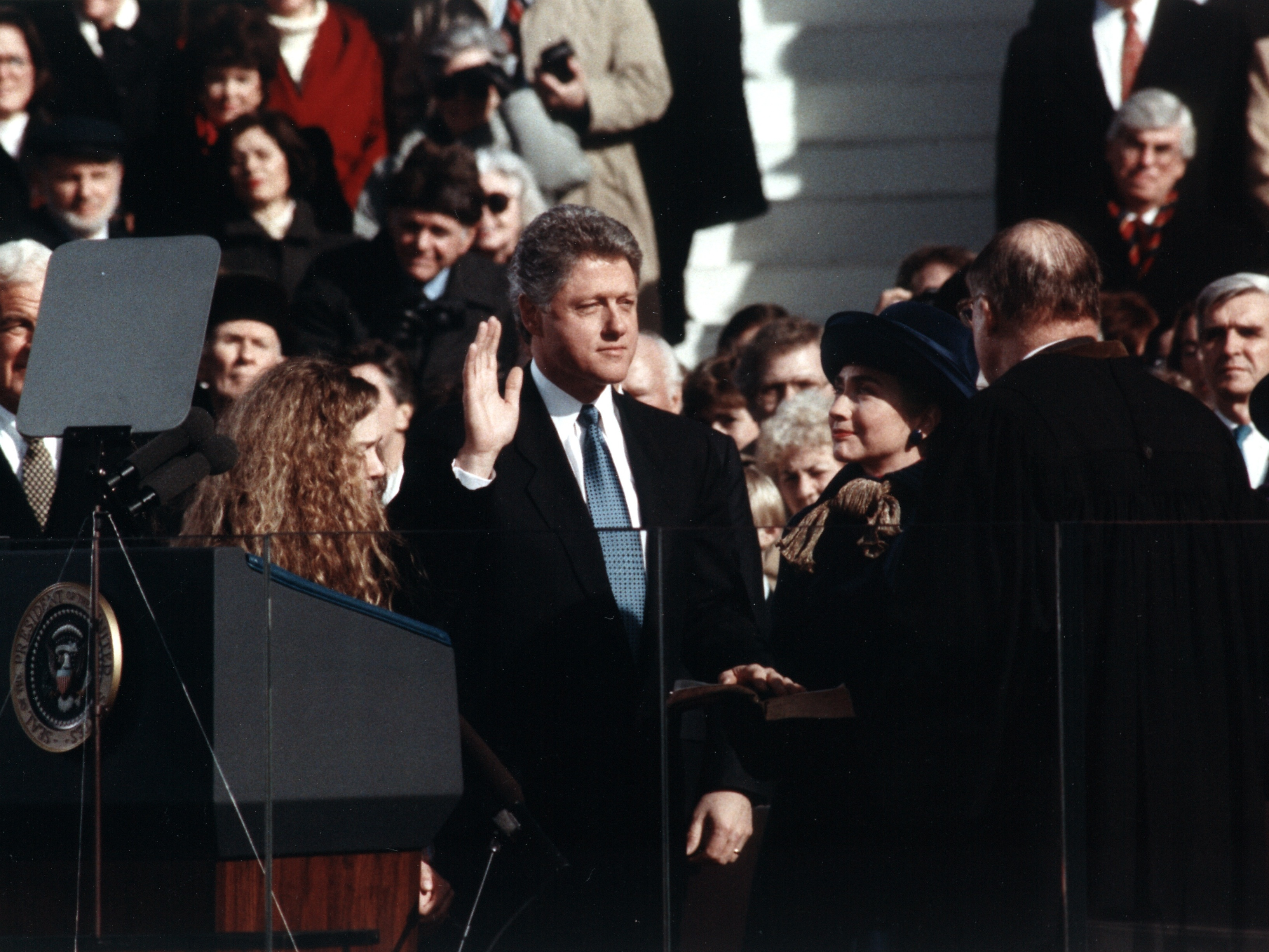
Investidura presidencial de Bill Clinton, el 20 de enero de 1993.

La investidura presidencial de Bill Clinton de 1993, como el cuadragésimo segundo Presidente de los Estados Unidos tuvo lugar el 20 de enero de 1993 en el Capitolio, Washington D. C., el presidente de la Corte Suprema William Rehnquist administró el juramento del cargo. Luego de la ceremonia actuaron Bob Dylan, Fleetwood Mac y Barry Manilow en un concierto frente al Lincoln Memorial.